# جيفري الكسندر ستيرلينغ
جيفري الكسندر ستيرلينغ (بالإنجليزية: Jeffrey Alexander Sterling)‏ هو محامي أمريكي، ولد في القرن العشرين في كاب جيراردو في الولايات المتحدة.